# Pteria sterna
Pteria sterna är en musselart som först beskrevs av Gould 1851.  Pteria sterna ingår i släktet Pteria och familjen Pteriidae. Inga underarter finns listade i Catalogue of Life.